# Сан-Флоро
Сан-Флоро (італ. San Floro, сиц. Santu Fruori) — муніципалітет в Італії, у регіоні Калабрія,  провінція Катандзаро.
Сан-Флоро розташований на відстані близько 490 км на південний схід від Рима, 11 км на південний захід від Катандзаро.
Населення — 731 особа (2014).
Щорічний фестиваль відбувається 18 серпня. Покровитель — San Floro.

## Демографія
Населення за роками:

Станом на 1 січня 2023 року в муніципалітеті офіційно проживали 44 іноземці з 5 країн, серед них 38 громадян країн Євросоюзу.

## Сусідні муніципалітети
- Борджа
- Караффа-ді-Катандзаро
- Катандзаро
- Кортале
- Джирифалько
- Маїда